# ديفيد ميشو
ديفيد ميشو (بالإنجليزية: David Michaud)‏ هو فنان قتال مختلط أمريكي، ولد في 10 نوفمبر 1988 في Pine Ridge, South Dakota ‏ في الولايات المتحدة.

## وصلات خارجية
- ديفيد ميشو على موقع يو إف سي (الإنجليزية)
- ديفيد ميشو على موقع بيلاتور (الإنجليزية)
- ديفيد ميشو على موقع شيردوغ (الإنجليزية)